# Campeonatos da França de Ciclismo de Montanha
Os campeonatos de France de bicicleta todo o terreno estão competições abertas aos corredores de nacionalidade francesa.
Estão organizados cada ano para os homens e as mulheres, com o fim de atribuir os títulos de campeão de France. Em cada disciplina, o título está atribuído na uma carreira única desde 1995. Dantes, o título era décerné à saída de um circuito composto de vários séries.

O campeão de France leva o maillot tricolore até os campeonatos de France seguintes.

## Palmarés masculino

### Cross-country

#### Elites

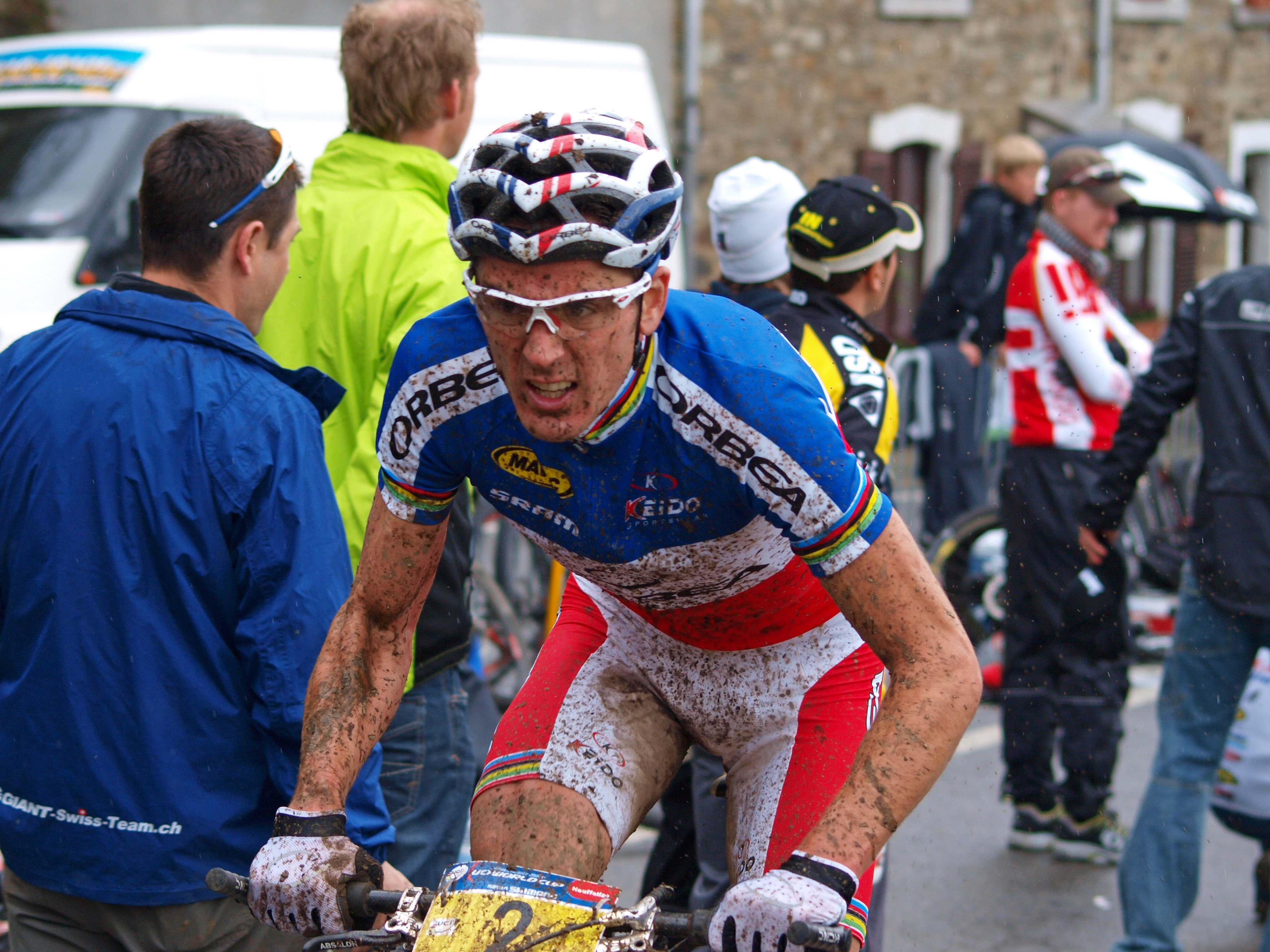
Julien Absalon, com o maillot de campeão da França durante a copa do Mundo de Ciclismo de Montanha de 2010 em Houffalize.

| Ano  | Ouro                      | Prata                  | Bronze                 |
| 1992 | Bruno Lebras.             |                        |                        |
| 1993 | Zbigniew Krasniak.        |                        |                        |
| 1994 | Ludovic Dubau             |                        |                        |
| 1995 | Jean-Christophe Savignoni |                        |                        |
| 1996 | Miguel Martinez           |                        |                        |
| 1997 | Cyrille Bonnand           | Miguel Martinez        | Ludovic Dubau          |
| 1998 | Christophe Dupouey        |                        |                        |
| 1999 | Jérôme Chiotti            | Miguel Martinez        | Fabrice Julien         |
| 2000 | Thomas Dietsch            | Gaël Perry             | Frédéric Frech         |
| 2001 | Jérôme Chiotti.           | Jean-Christophe Péraud | Cyrille Bonnand        |
| 2002 | Christophe Dupouey        | Jérôme Chiotti         | Jean-Christophe Péraud |
| 2003 | Julien Absalon            | Miguel Martinez        | Jean-Christophe Péraud |
| 2004 | Julien Absalon            | Peter Pouly            | Cédric Ravanel         |
| 2005 | Julien Absalon            | Jean-Christophe Péraud | Peter Pouly            |
| 2006 | Julien Absalon            | Cédric Ravanel         | Pierre Lebreton        |
| 2007 | Julien Absalon            | Cédric Ravanel         | Jean-Christophe Péraud |
| 2008 | Julien Absalon            | Jean-Christophe Péraud | Cédric Ravanel         |
| 2009 | Julien Absalon            | Jean-Christophe Péraud | Cédric Ravanel         |
| 2010 | Julien Absalon            | Maxime Marotte         | Stéphane Tempier       |
| 2011 | Julien Absalon            | Maxime Marotte         | Stéphane Tempier       |
| 2012 | Julien Absalon            | Stéphane Tempier       | Maxime Marotte         |
| 2013 | Julien Absalon            | Miguel Martinez        | Maxime Marotte         |
| 2014 | Julien Absalon            | Hugo Drechou           | Stéphane Tempier       |
| 2015 | Julien Absalon            | Maxime Marotte         | Jordan Sarrou          |
| 2016 | Julien Absalon            | Maxime Marotte         | Stéphane Tempier       |
| 2017 | Maxime Marotte            | Titouan Carod          | Stéphane Tempier       |
| 2018 | Titouan Carod             | Victor Koretzky        | Maxime Marotte         |
| 2019 | Victor Koretzky           | Jordan Sarrou          | Titouan Carod          |

#### Esperanças
| Ano   | Ouro                   | Prata                   | Bronze                  |
| 2001  | Julien Absalon         | Yohann Vachette         | Sébastien Hansen        |
| 2002  | Julien Absalon         |                         |                         |
| 2003  | Nicolas Philippi       | Alexandre Blain         | Charles Henri Demaret   |
| 2004  | Julien Montaram        | Romain De Waele         | Yannick Rannou          |
| 2005  | François Bailly-Maître | Pierre-Geoffroy Plantet | Nicolas Bazin           |
| 2006  | Stéphane Tempier       |                         |                         |
| 2007  | Stéphane Tempier       | Marc Colom              | François Bailly-Maestro |
| 2008  | Maxime Marotte         |                         |                         |
| 2009  | Alexis Vuillermoz      |                         |                         |
| 2010  | Alexis Vuillermoz      |                         |                         |
| 2011  | Fabien Canal           |                         |                         |
| 2012  | Jordan Sarrou          |                         |                         |
| 2013  | Julien Trarieux        | Hugo Drechou            | Jordan Sarrou           |
| 2014  | Jordan Sarrou          | Victor Koretzky         | Titouan Carod           |
| 2015  | Titouan Carod          | Victor Koretzky         | Romain Seigle           |
| 2016  | Victor Koretzky        | Titouan Carod           | Antoine Bouqueret       |
| 2017  | Neïlo Perrin-Ganier    | Hugo Briatta            | Maxime Loret            |
| 2018  | Joshua Dubau           | Axel Zingle             | Thibault Daniel         |
| 2019. | Antoine Philipp        | Thomas Gorra            | Loan Cheneval           |

#### Juniores
| Ano   | Ouro                | Prata                  | Bronze            |
| 1992. | Nicolas Gomord      |                        |                   |
| 1998  | Julien Absalon      |                        |                   |
| 2001  | Thibaut Legastelois |                        |                   |
| 2002  | Fabien Manf         |                        |                   |
| 2003  | Clément Lhotellerie | François Bailly Maitre | Guillaume Fabry   |
| 2004  |                     |                        |                   |
| 2005  | Olivier Sarrazin    |                        | Alexis Vuillermoz |
| 2006  | Alexis Vuillermoz   |                        |                   |
| 2007  | Fabien Canal        | Gilles Sarrazin        | Anthony Rodeville |
| 2008  | Arnaud Jouffroy     |                        |                   |
| 2009  | Jordan Sarrou       | Titouan Perrin Ganier  |                   |
| 2010  | Julien Trarieux     |                        |                   |
| 2011  | Victor Koretzky     |                        |                   |
| 2012  | Titouan Carod       |                        |                   |
| 2013  | Raphaël Gay         | Romain Boutet          | Hugo Pombo        |
| 2014  | Hugo Pombo          | Joshua Dubau           | Antoine Philipp   |
| 2015  | Thibault Daniel     | Antoine Philipp        | Simon Gourc       |
| 2016  | Clément Champoussin | Benjamin Le Ny         | Axel Zingle       |
| 2017  | Benjamin Le Ny      | Maxime Limousin        | Mathis Azzaro     |
| 2018  | Hugo Peyroux        | Loan Cheneval          | Pierre Chabaud    |
| 2019  | Luca Martin         | Esteban Bagnon         | Mathis Guay       |

### Cross-country eliminator
| Ano  | Ouro                  | Prata                 | Bronze             |
| 2013 | Titouan Perrin-Ganier | Kévin Miquel          | Louison Berthelot  |
| 2014 | Titouan Perrin-Ganier | Fabien Canal          | Guillaume Guilbaud |
| 2015 | Titouan Perrin-Ganier | Anthony Pautonnier    | Kévin Miquel       |
| 2016 | Titouan Perrin-Ganier | Adrian Cayrel         | Simon Rogier       |
| 2017 | Titouan Perrin-Ganier | Eddy Steible          | Louison Berthelot  |
| 2018 | Titouan Perrin-Ganier | Hugo Briatta          | Lorenzo Serres     |
| 2019 | Hugo Briatta          | Titouan Perrin-Ganier | Joshua Dubau       |

### Cross-country com assistência elétrica
| Ano  | Ouro           | Prata               | Bronze          |
| 2018 | Julien Absalon | Neïlo Perrin-Ganier | Miguel Martinez |
| 2019 | Jérôme Gilloux | Julien Absalon      | Miguel Martinez |

### Maratona
| Ano  | Ouro                    | Prata                  | Bronze                |
| 2003 | Jean-Christophe Péraud. | Jérôme Chevallier      | Pierre Lebreton       |
| 2004 | Peter Pouly             | Jean-Christophe Péraud | Alexis Svetloff       |
| 2005 | Peter Pouly.            |                        |                       |
| 2006 | Thomas Dietsch          |                        |                       |
| 2008 | Thomas Dietsch          |                        |                       |
| 2009 | Thomas Dietsch          | Frédéric Frech         | Pierre-Yves Facomprez |
| 2010 | Maxime Marotte          | François Bailly-Mestre | Paul Rémy             |
| 2011 | Thomas Dietsch          | Grégory Pascal         | Arnaud Grosjean       |
| 2012 | Thomas Dietsch          |                        |                       |
| 2013 | Thomas Dietsch          | Guillaume Bonnafond    |                       |
| 2014 | Thomas Dietsch          | Maxime Marotte         | Stéphane Tempier      |
| 2015 | Maxime Marotte          | Hugo Drechou           | Émilien Mourier       |
| 2016 | Frédéric Gombert        | Rémi Laffont           | Alexis Chenevier      |
| 2017 | Miguel Martinez         | Antonin Marecail       | Emeric Turcat         |
| 2018 | Emeric Turcat           | Alexis Paris           | Arnold Jeannesson     |

### Descida

#### Elites
| Ano  | Ouro                   | Prata                | Bronze            |
| 1994 | Nicolas Vouilloz       |                      |                   |
| 1995 | Cédric Gracia          |                      |                   |
| 1996 | Nicolas Vouilloz       |                      |                   |
| 1997 | Nicolas Vouilloz       |                      |                   |
| 1998 | Cédric Gracia          |                      |                   |
| 1999 | Nicolas Vouilloz       | Mickaël Pascal       | Franck Parolin    |
| 2000 | Philippe Keller        | Matthieu Prost       | Stéphane Jany     |
| 2001 | Nicolas Vouilloz       | Cédric Gracia        | Karim Amur        |
| 2002 | Fabien Barel           | Cyril Lagneau        | Julien Camellini  |
| 2003 | Cyril Lagneau          | Mickaël Deldycke     | Fréderic Midey    |
| 2004 | Yoann Barelli          | Florent Payet        | Vincent Saut      |
| 2005 | Fabien Barel           | Maxime Remy          | Yoann Barelli     |
| 2006 | Fabien Barel           | Mickaël Pascal       | Julien Camellini  |
| 2007 | Fabien Barel           | Fabien Pedemanaud    | Damien Spagnolo   |
| 2008 | Mickaël Pascal         | Julien Camellini     | Florent Payet     |
| 2009 | Fabien Barel           | Mickael Pascal       | Fabien Pedemanaud |
| 2010 | Romain Paulhan         | Damien Spagnolo      | Mickaël Pascal    |
| 2011 | Mickaël Pascal         | Damien Spagnolo      | Rémi Thirion      |
| 2012 | Pierre-Charles Georges | Cyrille Kurtz        | Patrick Thome     |
| 2013 | Loïc Bruni             | Rémi Thirion         | Florent Payet     |
| 2014 | Loïc Bruni             | Aurélien Giordanengo | Faustin Figaret   |
| 2015 | Loïc Bruni             | Amaury Pierron       | Patrick Thome     |
| 2016 | Thibaut Ruffin         | Amaury Pierron       | Florent Payet     |
| 2017 | Loïc Bruni             | Amaury Pierron       | Loris Vergier     |
| 2018 | Gaëtan Vigé            | Valentin Clément     | Simon Cardon      |
| 2019 | Thibaut Dapréla        | Rémi Thirion         | Baptiste Pierron  |

#### Juniores
| Ano  | Ouro               | Prata              | Bronze          |
| 2005 | Félix-Firmin Roth  |                    |                 |
| 2007 | Rémi Thirion       |                    |                 |
| 2008 | Rémi Thirion       |                    |                 |
| 2009 | Patrick Thome      |                    |                 |
| 2010 | Ludovic Oget       |                    |                 |
| 2011 | Loïc Bruni         |                    |                 |
| 2012 | Félix Racaud       |                    |                 |
| 2013 | Loris Vergier      | Amaury Pierron     | Benjamin Boutié |
| 2014 | Loris Vergier      | Amaury Pierron     | Benjamin Boutié |
| 2015 | Thibault Laly      | Benoît Cougoureux  | Gaëtan Vigé     |
| 2016 | Gaëtan Vigé        | Sylvain Cougoureux | Kévin Marry     |
| 2017 | Sylvain Cougoureux | Antoine Pierron    | Hugo Frixtalon  |
| 2018 | Jérémy Langlade    | Matis Escada       | Nathan Paillard |
| 2019 | Thibaut Dapréla    | Louis Gaillet      | Eliot Rouxinol  |

### 4-cross
| Ano  | Ouro                 | Prata | Bronze |
| 2007 | Mickaël Deldycke     |       |        |
| 2008 | Romain Saladini      |       |        |
| 2009 | Aurélien Giordanengo |       |        |
| 2010 |                      |       |        |
| 2011 | Romain Saladini      |       |        |
| 2012 | Aurélien Giordanengo |       |        |

| Ano  | Ouro                 | Prata | Bronze |
| 2007 | Aurélien Giordanengo |       |        |
| 2008 | Sylvain André        |       |        |
| 2009 | Adrien Loron         |       |        |
| 2010 | Benoit Bresset       |       |        |
| 2011 | Louis Molle          |       |        |
| 2012 | Erwan Le Blayo       |       |        |

### Trial
| Ano  | Ouro                | Prata               | Bronze              |
| 2001 |                     | Giacomo Coustellier |                     |
| 2002 | Giacomo Coustellier | Kenny Lecorre       |                     |
| 2003 | Giacomo Coustellier | Vincent Hermance    |                     |
| 2004 | Gilles Coustellier  | Giacomo Coustellier | Vincent Hermance    |
| 2005 | Vincent Hermance    |                     | Giacomo Coustellier |
| 2006 | Giacomo Coustellier | Vincent Hermance    |                     |
| 2007 | Vincent Hermance    | Guillaume Dunand    | Florian Tournier    |
| 2008 | Gilles Coustellier  | Giacomo Coustellier | Vincent Hermance    |
| 2009 | Gilles Coustellier  | Vincent Hermance    |                     |
| 2010 | Gilles Coustellier  | Vincent Hermance    |                     |
| 2011 | Gilles Coustellier  | Vincent Hermance    |                     |
| 2012 | Gilles Coustellier  | Vincent Hermance    |                     |
| 2013 | Gilles Coustellier  | Vincent Hermance    | Aurélien Fontenoy   |
| 2014 | Kévin Aglaé         | Vincent Hermance    | Gilles Coustellier  |
| 2015 | Vincent Hermance    | Nicolas Vallé       | Alexis Brunetaud    |
| 2016 | Vincent Hermance    | Aurélien Fontenoy   | Gilles Coustellier  |
| 2017 | Nicolas Vallé       | Vincent Hermance    | Gilles Coustellier  |
| 2018 | Nicolas Vallé       | Vincent Hermance    | Clément Meot        |
| 2019 | Nicolas Vallé       | Gilles Coustellier  | Aurélien Fontenoy   |

### Beach raça
| Ano  | Ouro          | Prata           | Bronze          |
| 2019 | Samuel Leroux | Alexis Delaleau | Antoine Charles |